# Постояннотоков електрически двигател
Постояннотоков електрически двигател е електрически двигател, захранван с постоянен ток. Тази група двигатели се разделя на:
1. Колекторни електродвигатели
2. Безколекторни електродвигатели.

## История
Съвременният постояннотоков двигател е изобретен случайно през 1873 г., когато Женоб Грам свързва въртящо динамо към второ подобно устройство, движещо се като двигател.
Класическият постояннотоков двигател има въртяща се котва под формата на електромагнит.
| |                                 | |
| Обикновен постояннотоков двигател. Когато има ток в намотката, се създава магнитно поле около котвата. Лявата част на котвата се избутва от левия магнит и се приближава до дясната част, създавайки въртене. | Котвата продължава да се върти. | Когато котвата се разположи хоризонтално, колекторът обръща посоката на тока през намотките, обръщайки и магнитното поле. След това процесът се повтаря. |

## Колекторни електродвигатели
Това са първите електродвигатели, намерили практическо приложение. Тъй като четките им се износват по време на работа и се нуждаят от честа подмяна, откритите впоследствие асинхронни двигатели, работещи с променливо напрежение, са заели местата на колекторните постояннотокови двигатели в много сфери. Въпреки това колекторните постояннотокови двигатели продължават и до днес да бъдат използвани без алтернатива на много места – автомобилни стартери, машини за хартия и други. Колекторните DC електродвигатели лесно могат да променят скоростта си чрез промяна на работното напрежение или силата на магнитното поле.

## Безколекторни електродвигатели
Безколекторният (вентилен) електродвигател е модерен синхронен двигател, работещ на принципа на честотното регулиране със самосинхронизация, чрез изменение на вектора на магнитното поле на статора в зависимост от положението на ротора. Вентилните двигатели (в англоезичната литература BLDC или PMSM) се определят като безколекторни двигатели на постоянен ток, понеже такъв двигател най-често се захранва от постоянно напрежение. Двигателят е създаден с цел подобряване свойствата на класическите постояннотокови мотори – избягване на бързоизносващия се колекторен блок с четки. За разлика от традиционния постояннотоков двигател, комутацията във вентилния се осъществява и управлява с електроника. Високите изисквания към изпълнителните механизми (в частност, високооборотните микроприводи с точно позициониране) са обусловили употребата на тези специфични безконтактни трифазни постояннотокови двигатели.

## Теория
Ако роторът на постояннотоков двигател се завърти от външна сила, двигателят ще действа като генератор и ще създаде електродвижещо напрежение (ЕДН). Това напрежение също се генерира и при нормалната работа на двигателя. Въртенето на двигателя създава напрежение, наречено обратно ЕДН, защото е обратно на входното напрежение. Затова спадът на напрежението върху мотора се състои от спада на напрежението на това обратно ЕДН и паразитното напрежение, което е резултат на външното съпротивление на котвените намотки. Токът през двигателя е:
{\displaystyle I=(V_{applied}-V_{backemf})/R_{armature}}
Механичната сила, произведена от двигателя, е:
{\displaystyle P=I*V_{backemf}}
Когато двигателят се включи или бъде застопорен, обратното ЕДН е нулево, защото то е пропорционално на скоростта на въртене. По тази причина токът през котвата е много по-голям. Тази висока стойност на тока причинява силни електрически полета. Когато двигателя се върти, обратното ЕДН се увеличава, докато стане равно на входното напрежение минус паразитното напрежение. Затова тече малък ток през намотките на електродвигателя. Следните три уравнения могат да се използват за намиране на скоростта, тока и обратното ЕДН на натоварен двигател:
{\displaystyle Load=V_{backemf}*I}
{\displaystyle V_{applied}=I*R_{armature}+V_{backemf}}
{\displaystyle V_{backemf}=speed*Flux_{armature}}

## Начини на свързване
Има три възможни вида връзки между статора и ротора на DC електродвигатели: последователно, паралелно или смесено. Всеки от тях е с различни характеристики на скорост / въртящ момент, подходящи за различни видове натоварване.

### Регулиране на скоростта
Скоростта на въртене на един постояннотоков двигател е пропорционална на входното напрежение, а въртящият момент е пропорционален на тока. Регулиране на скоростта може да се осъществи чрез промяна на тока във възбудителната намотка (ако двигателят не е с постоянни магнити) или на котвената или двете едновременно чрез съпротивления или електронно управление. Посоката на въртене може да се промени както чрез смяна посоката на тока в котвата, така и чрез смяна на посоката на тока във възбудителната намотка (ако двигателят не е с постоянни магнити), но не и двете едновременно.
Захранващото напрежение на намотките може да се променя най-просто чрез последователно включване на резистори (съпътствано със значителни загуби на енергия), електронно управление с тиристори, транзистори или по-рано с живачни токоизправители. С електрическия елемент, познат като ключ, напрежението, подавано към двигателя, се променя много бързо между включено и изключено състояние. Регулирането без енергийни загуби става възможно едва след появата на достатъчно мощни полупроводници. Използват се мощни ключови транзистори от тип IGBT, MOSFET. В началото са правени опити с „класически“ тиристори поради отсъствието на достатъчно мощни и бързи други видове полупроводници. Регулаторите, конструирани с тях, се характеризират с много хармоници, създаващи свои въртящи магнитни полета с честота, кратна на основната, и посока, обратна на въртящия момент на двигателя. Известно е е, че хармониците водят до понижаване на КПД на електродвигателя, повишават температурата му, повишават шума и т.н. Електронното превключване губи много по-малко енергия от използването на резистори. За да се намалят хармоницитите, получени от бързото превключване, на входа на електронния ключ се монтира филтър. Този елемент от системата е изключително важен поради факта, че се комутират големи токове с голяма честота (du=di/dt) и резултатните смущения във вид на електромагнитни вълни оказват негативно влияние на всички електронни устройства, намиращи се наблизо. Този метод на регулиране се нарича широчинно импулсна модулация и често се управлява от микропроцесор.
Постояннотоковите двигатели имат най-голям въртящ момент от всички типове електродвигатели, при ниски скорости на въртене и еднакви масообемни показатели. Те често се използват за задвижване на електрически локомотиви и трамваи. Друго приложение е пускови двигатели за бензинови и малки дизелови двигатели. Серийните двигатели никога не трябва да се използват на места, където товарът може да спадне рязко (напр. при скъсване на ремък). Тогава двигателят се ускорява, котвеният ток намалява (а от там и интензитетът на полето). Това намаляване на полето води до увеличаване на скоростта на въртене. В много случаи това води до повреда в колектора и цялата конструкция, включително и редукторите. Най-простото устройство за регулиране на честотата на въртене използва контактор и резистор. Електронни контролери показват тока на двигателя и превключват резистори в схемата, когато токът падне под дадена стойност. Това става, когато двигателят достигне максимално предвидената си скорост на въртене. При напълно развъртян двигател всички резистори са изключени.